# Ladinhac
Ladinhac ist eine französische Gemeinde mit 435 Einwohnern (Stand: 1. Januar 2022) im Département Cantal in der Region Auvergne-Rhône-Alpes; sie gehört zum Arrondissement Aurillac und zum Kanton Arpajon-sur-Cère. Die Einwohner werden Ladinhacois genannt.

## Geographie
Ladinhac liegt etwa 19 Kilometer südsüdöstlich von Aurillac. Umgeben wird Ladinhac von den Nachbargemeinden Prunet im Norden, Leucamp im Nordosten und Osten, Murols im Osten, Lapeyrugue im Süden, Labesserette im Südwesten und Westen sowie Lafeuillade-en-Vézie im Westen und Nordwesten.

## Bevölkerungsentwicklung
| Jahr                       | 1962 | 1968 | 1975 | 1982 | 1990 | 1999 | 2006 | 2013 | 2019 |
| Einwohner                  | 601  | 603  | 555  | 523  | 510  | 465  | 476  | 516  | 449  |
| Quellen: Cassini und INSEE |      |      |      |      |      |      |      |      |      |

## Sehenswürdigkeiten
- Nekropole von Le Bouscailloux aus der Merowingerzeit
- Kirche Saint-Aignan
- Reste der Turmhügelburg von Montlogis
- Schloss Les Cazottes
- Château de Cances aus dem 17. Jahrhundert

## Persönlichkeiten
- Jean Loubière (1892–1915), Fußballspieler (Torwart), im Ersten Weltkrieg bei Massiges getötet